# Evisceration Plague
Albums de Cannibal Corpse
Kill
(2006) Torture
(2012)
Evisceration Plague est le onzième album studio du groupe de brutal death metal américain, Cannibal Corpse. Sorti le 3 février 2009, il est accompagné, dans sa version édition limitée, d'un DVD retraçant le making-of de l'album et présentant les membres du groupe devant des images de leurs tout premiers instruments et racontant comment ils sont devenus musiciens (Gear Obsessed), le tout filmé et produit par Denise Koryck, qui a également géré de bout en bout le coffret best-of 20 years of killing spree.

## Composition du groupe
- Georges « Corpsegrinder » Fisher : chant
- Rob Barrett : guitare
- Pat O'Brien : guitare
- Alex Webster : basse
- Paul Mazurkiewicz : batterie

Invité(s)
- Erik Rutan : solo sur Unnatural.

## Liste des titres
1. Priests Of Sodom - 3:31
2. Scaldin' Hail - 1:46
3. To Decompose - 3:03
4. A Cauldron Of Hate - 4:59
5. Beheadin' And Burnin' - 2:15
6. Evidence In The Furnace - 2:48
7. Carnivorous Swarm - 3:36
8. Evisceration Plague - 4:30
9. Shatter Their Bones - 3:35
10. Carrion Sculpted Entity - 2:33
11. Unnatural - 2:22
12. Skewered From Ear To Eye - 3:48